# Pseudotribos
Pseudotribos ("falsa masticación") es un género extinto de mamíferos prototerios que vivieron en China durante el Jurásico Medio hace unos 165 millones de años. Está relacionado en mayor medida con los monotremos que con los mamíferos placentarios o marsupiales. El único espécimen fue encontrado en la formación Daohygou en Mongolia Interior.